# NFilm HD 2
nFilm HD 2 è stata una rete televisiva generalista polacca gestita e di proprietà di Grupa ITI che trasmette in lingua polacca.